# Plin za smijanje (1914.)
Plin za smijanje (u eng. izvorniku: Laughing Gas) je bila 20. crno-bijela filmska komedija iz Keystone Studiosa u kojoj se pojavio Charlie Chaplin. Također je ovoj komediji bio naziv i : Zaposleni mali zubar, Dlačice i opozicija, Zubar i  Podešavanje moje slonovače.

## Glume
- Charles Chaplin - zubarev asistent
- Fritz Schade - doktor Pain, Zubar
- Alice Howell - zubareva žena
- Joseph Sutherland - nedovoljni asistent
- Slim Summerville - pacijent
- Josef Swickard - pacijent
- Mack Swain - pacijent
- Gene Marsh - pacijent (nepotpisan)